# Plains miwok
Le plains miwok (c'est-à-dire miwok des plaines) est une langue amérindienne de la famille des langues miwok parlée aux États-Unis, dans la région du delta des rivières Sacramento et San Joaquin, dans le sud de la Californie. La langue est quasiment éteinte.